# 摠理営
摠理営（チョンニヨン）は、李氏朝鮮において首都の外郭を守る為に設置された。
1802年（純祖2年）、壮勇外営を改編して、水原府に設置される。1895年（高宗32年）に廃止される。

## 概要
1801年（純祖1年）領議政沈煥之が壮勇営廃止を提案し、廃止させた。かわりに軍営が復活し水原府もそのひとつとして復活した。

## 構成
| 官位       | 官職   | 定数 | 備考           |
| ---------- | ------ | ---- | -------------- |
| 正二品     | 使     | 1人  | 水原留守が兼任 |
| 正三品堂上 | 中軍   | 1人  |                |
| 正三品堂上 | 別驍将 | 2人  |                |
| 従四品     | 把総   | 12人 |                |
| 従六品     | 従事官 | 1人  | 水原判官が兼任 |
| 従九品     | 斥候将 | 1人  |                |
| 従九品     | 哨官   | 25人 |                |

- 教錬官8人、知彀官10人、守堞軍官12人、別軍官100人、別驍士200人